# Thực vật tản

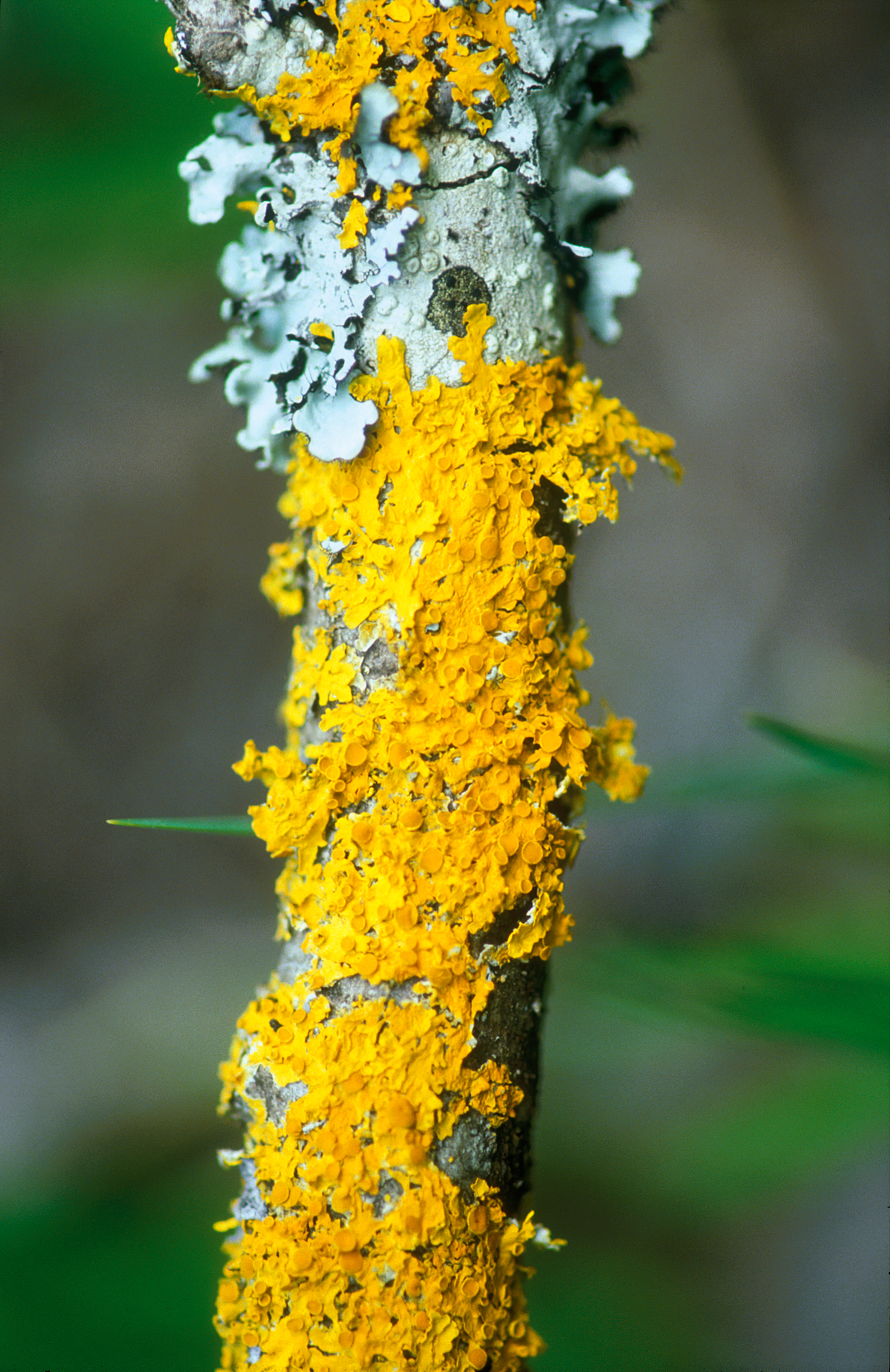
Địa y là một nhóm sinh vật thuộc định nghĩa của thực vật tản.

Thực vật tản (hay còn gọi là thực vật có tản, tiếng Anh: Thallophytes, Thallophyta, 
Thallophyto hoặc Thallobionta) là một nhóm đa ngành sống cố định, được mô tả theo truyền thống là "thực vật đơn giản" hoặc "thực vật bậc thấp". Chúng tạo thành một ngành không chính thức mà hiện nay phần lớn các loài trong đó bị tách khỏi giới thực vật Plantae, bao gồm địa y, tảo và đôi khi có rêu, vi khuẩn và nấm nhầy.
Thực vật tản có một hệ thống sinh sản ẩn và do đó chúng cũng được xếp vào nhóm thực vật hoa ẩn Cryptogamae (cùng với dương xỉ), trái ngược với thực vật có hạt. Thực vật tản được mô tả có các cơ thể không phân hóa (gọi là tản, mô giả), trái ngược với thực vật thân–rễ Cormophytes đã phân hóa rễ và thân. Tuy nhiên, một số tảo có tổ chức cao có thể có hệ thống dẫn tương tự như mạch của thực vật bậc cao, cơ quan sinh dưỡng dạng như lá, hợp tử phát triển thành phôi đa bào trên giao tử (một số tảo nâu). Các nhóm khác nhau của thực vật tản là những loài tự dưỡng chủ yếu trong các hệ sinh thái biển.

## Định nghĩa

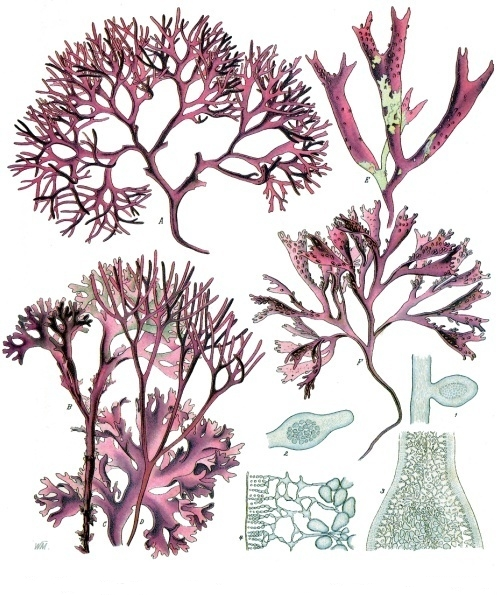
Tảo Ireland (hình A-D) là một loài thực vật tản điển hình

Một số định nghĩa khác nhau về nhóm phân loại này đã được sử dụng. Thực vật tản là một nhóm đa sinh vật sống cố định, được mô tả theo truyền thống là "thực vật đơn giản" hoặc "thực vật không mạch". Stephan Endlicher, một nhà thực vật học của Đế quốc Áo thế kỷ 19 cho rằng ngành này tương đương với thực vật có phôi Embryophyta vào năm 1836. Tuy nhiên định nghĩa này của thực vật tản làm cho ngành này gần tương đương với thực vật nguyên sinh, vốn là một nhóm được xác định lỏng lẻo. Theo định nghĩa hiện đại, thực vật tản không phải là một đơn vị phân loại chính thức và được hiểu như một nhóm kết hợp của các sinh vật cùng cấu tạo theo nguyên tắc hình thái-sinh lý như tảo, nấm và địa y.
Trong hệ thống Lindley (1830–1839), Endlicher chia các loài thực vật dạng thân–rễ Cormophytes thành 2 nhómː thực vật tản (thallogens) (bao gồm cả các loài rêu) và nhóm thực vật thân–rễ thật sự Cormogens (thực vật có rễ và "không ra hoa") bên cạnh sáu lớp khác. Cormogens là một nhóm nhỏ hơn nhiều so với nhóm Cormophytes theo định nghĩa của Endlicher, chỉ bao gồm ngành Dương xỉ (bao gồm lớp Cỏ tháp bút) và ngành Thạch tùng.
Một cách định nghĩa khác, thực vật tản là một bộ phận của giới Thực vật bao gồm các dạng sống nguyên thủy, biểu hiện trong một cơ thể đơn giản. Nhóm này bao gồm tảo đơn bào đến tảo lớn, nấm, địa y.
Thực vật tản còn được hiểu là những cây đơn giản, không có rễ, thân hoặc lá. Chúng là các thực vật không có phôi (trái ngược với thực vật có phôi) và những loại cây này chủ yếu phát triển trong nước.

## Phân loại học
Các loài được phân loại là thực vật tản có ba đặc điểm chung:
(1) Cơ thể dạng tản, tức là không phân biệt và chuyên hóa cấu trúc như rễ, lá hoặc thân;
(2) Cơ quan sinh dục của chúng (túi bào tử và giao tử) là đơn bào và khi chúng là đa bào thì tất cả các tế bào đều có khả năng sinh sản;
(3) Hợp tử không bao giờ phát triển thành phôi đa bào trong lúc nó gắn vào cơ quan sinh sản của cá thể cái.
Vì cách phân loại chủ yếu dùng hình thái như vậy nên thực vật tản là một bậc phân loại không chính thức. Phân loại theo hình thái của thực vật tản cũng chưa đúng theo tiêu chí di truyền - tiến hóa vì có bằng chứng cho rằng nấm và tảo đã tiến hóa song song, chúng không có bất kỳ mối liên hệ phát sinh loài nào dù chúng đều có 3 đặc điểm chung của thực vật tản.
Ngành Thực vật tản (Thallophyta) được chia thành 2 phân ngành:
- Myxothallophyta (nấm nhầy Myxomycetes)
- Euthallophyta (gồm vi khuẩn, nấm, địa y, tảo)

Thuật ngữ Euthallophyta ban đầu được sử dụng bởi Adolf Engler.